# سيدي المخفي (بني سنوس)
سيدي المخفي هي إحدى مشيخات المملكة المغربية، تتبع جغرافيا لإقليم تاونات وإداريًا لبني سنوس. يقدر عدد سكانها بـ 5274 نسمة حسب الإحصاء الرسمي للسكان والسكنى لسنة 2004.